# Gorzelnia w Chorzenicach
Gorzelnia w Chorzenicach – gorzelnia wybudowana w 1886 r. zlokalizowana na terenie zabytkowego parku dworskiego w Chorzenicach, w powiecie pajęczańskim, w województwie łódzkim.

## Historia
Gorzelnię wybudowano na potrzeby sąsiedniego dworu jako budynek parterowy z cegły spajanej gliną i piętrowymi częściami mansardowymi, z dachem dwuspadowym. Budynek posiadał komin na fundamentach z pali olszowych,  Pierwotne wyposażenie gorzelni przetrwało do 1916 r.  W okresie powojennym (przynajmniej do lat 60. XX w.)  wykorzystywano maszynę parową.  1963 r. gorzelnia została gruntownie odnowiona. W 1967 r. park dworski, na terenie którego znajduje się gorzelnia, został wpisany do rejestru zabytków (nr rej. 644 z 29.08.1967).

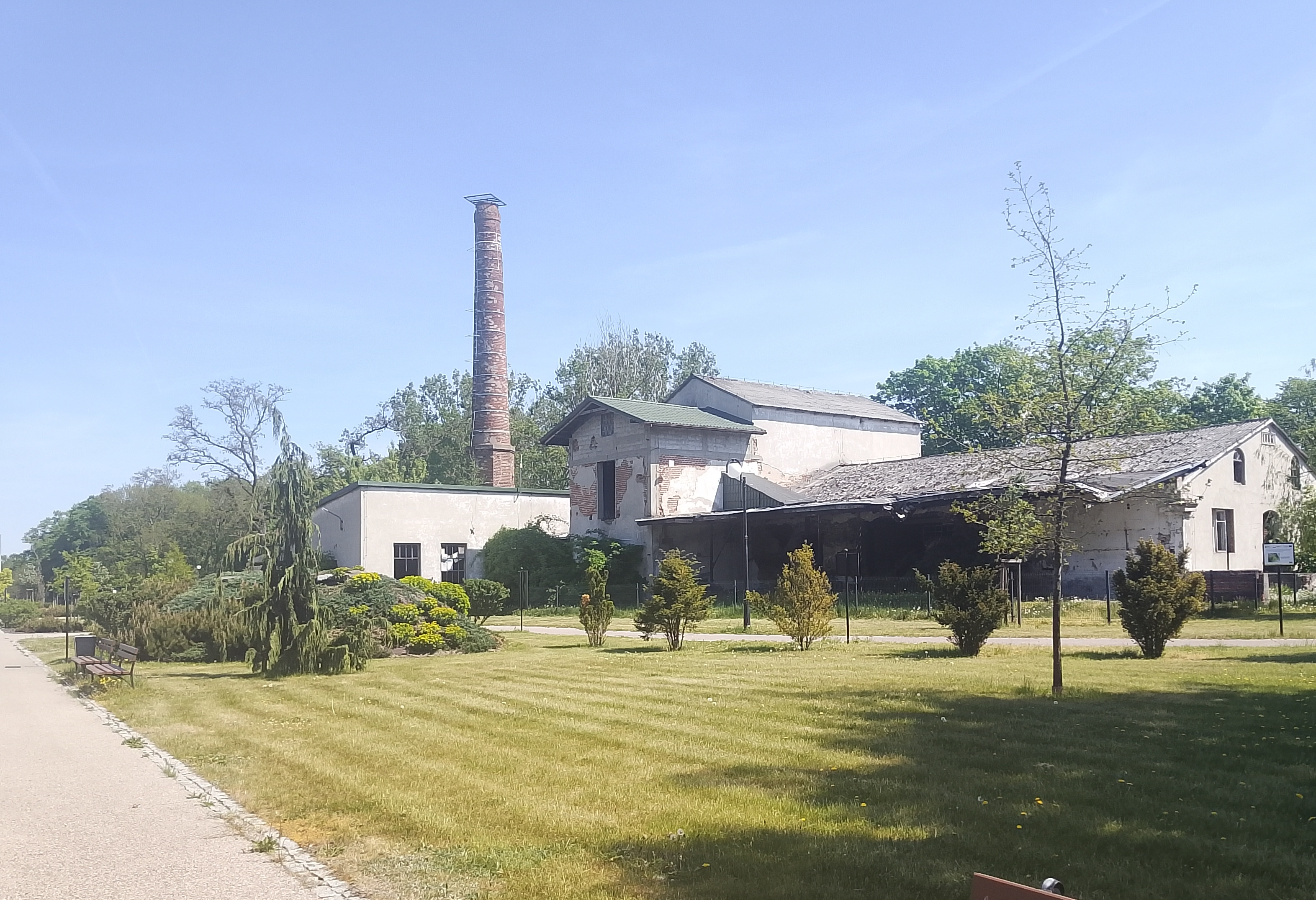
Gorzelnia w 2025 r.

W latach 2019-2020 r. park dworski w Chorzenicach przeszedł rewitalizację, jednak prace nie objęły budynku gorzelni.